# Comisar European pentru Buget și Resurse Umane
Comisarul European Pentru Buget și Resurse Umane este membrul Comisiei Europene care este responsabil pentru negocierea și gestionarea bugetului UE. Actualul comisar este Johannes Hahn.
Portofoliul este responsabil în principal de gestionarea bugetului Uniunii Europene și de problemele financiare aferente, cu excepția descărcărilor bugetare care intră sub incidența comisarului administrativ.

## Legături externe
- Commissioner's Website
- Commission Budget Website
- DG Budget